# Daratt
Daratt es una película de 2006 del director chadiano Mahamat Saleh Haroun.

## Generalidades
Daratt fue una de las siete películas de culturas no occidentales solicitadas por el New Crowned Hope Festival de Peter Sellars para conmemorar el 250 aniversario del nacimiento de Wolfgang Amadeus Mozart.
Darratt ganó el Gran Premio Especial del Jurado en la 63.ª edición del Festival Internacional de Cine de Venecia, así como otros ocho premios en Venecia y en el Festival Panafricano de Cine y Televisión de Uagadugú.

## Sinopsis
Tras la larga guerra civil chadiana, Atim, de 16 años, es enviado por su abuelo a la ciudad para matar a Nassara, el hombre que asesinó a su padre antes del nacimiento de Atim. Atim, portando el arma de su padre, encuentra a Nassara trabajando en una panadería. Inesperadamente, el taciturno Nassara toma a Atim bajo su protección como el hijo que nunca tuvo y comienza a enseñarle a manejar la panadería. El emocionalmente conflictivo Atim es arrastrado a la vida de Nassara y su esposa embarazada, antes de un final que la revista Variety describió como "agudo, rápido e inesperado".

## Reparto
- Ali Barkai es Atim.
- Youssouf Djaoro es Nassara.
- Aziza Hisseine es Aicha.
- Khayar Oumar Defallah es Gumar Abatcha.
- Djibril Ibrahim es Moussa.